# 대한민국의 언론
이 문서에서는 대한민국의 언론에 대해서 서술한다.
대한민국 헌법에 의하면 언론의 자유를 인정하는 것과 더불어 집회, 결사, 표현의 자유를 허용하고 있다. 그러나 한국전쟁 이후 사회에 만연한 반공이데올로기와 이를 악용한 군사정권에 의해 정치적 목적의 법률 입법과 공안기관의 탄압이 이루어져 국민들의 표현의 자유가 박탈당했다, 이후 1987년의 6.29 선언에 의해 언론 자유가 인정되었다. 일간지의 수는 약 288종, 주간지의 수는 약 2,896종, 월간지의 수는 약 3,293종, 격월간지의 수는 약 459종, 계간지의 수는 약 981종, 년 2회의 수는 약 325종, 인터넷 신문의 수는 약 1,040종 정도가 있다.

## 신문
대한민국의 일간 신문은 크게 전국지와 지방지로 구분된다. 전국지는 대한민국 전역을 대상으로 발행되며, 지방 소식을 전달하기 위해 일부 지면을 할애한다. 반면 지방지는 특정 지역에 연고를 둔 신문으로, 전국적인 뉴스를 다루기도 하나 주로 해당 지역의 소식을 중심으로 보도한다. 대표적인 지방지로는 강원일보, 경남신문, 경인일보, 광주일보, 대전일보, 매일신문, 부산일보, 전북일보, 제주일보 등이 있다.
전국지는 조선일보, 중앙일보, 동아일보, 한국일보, 세계일보, 문화일보, 경향신문, 한겨레 등이 있다. 이 가운데 조선일보, 중앙일보, 동아일보 등은 보수적인 성향을 가진 신문으로 평가되며, 한겨레와 경향신문 등은 진보적인 성향으로 분류된다. 2008년 한국언론재단의 조사에 따르면 시장점유율은 조선일보가 11.9%, 중앙일보 9.1%, 동아일보 6.6%, 경향신문 2.7%, 한겨레신문 1.7% 순으로 나타났다. 이처럼 진보신문의 시장 점유율이 낮은 점을 두고 진보 진영에서는 보수 신문들의 시장 점유율이 높아 여론이 왜곡된다고 비판하고 있으며, 보수 진영에서는 시장 원리에 따른 독자의 선택권 보장이라는 입장으로 맞서고 있다.
조중동으로 불리는 보수 신문의 높은 시장점유율은 신문 구독 시 현금이나 각종 경품, 1년 무료구독 등의 과열된 판촉 행사에서 비롯된 측면이 크다. 이에 따라 국회에서는 무가지 등에 대한 규제를 추진하였으나 현실에서는 제대로 적용되지 못하고 있다.
한편, 특정 분야를 전문적으로 다루는 전문지도 존재하는데, 경제 관련 소식을 다루는 경제지와 스포츠 및 연예 소식을 다루는 스포츠지로 나눌 수 있다. 최근에는 수도권 및 광역시 지하철역과 전철역 주변에서 무료로 배포되는 무가지의 열독률이 꾸준히 상승하여 기존 일간지와 스포츠지에 위협이 되고 있다. 무가지 대부분은 출근 시간대를 중심으로 배포되며, 일부는 퇴근 시간대에도 배포된다. 무가지 중에서는 ‘AM7’과 ‘데일리노컷뉴스’가 각각 기성언론사인 문화일보와 기독교방송(CBS)에서 배포하는 출근 시간대 무가지로 알려져 있다.

### 광복 이후
신문은 초창기부터 1960년대까지 정치 지향적인 정론신문의 형태로 발전해 왔다. 그러나 1961년 군사정권 수립 이후, 언론에 대한 통제 정책이 시행되면서 신문의 발행 자유는 심각하게 제한되었다.
1970년대에는 유신헌법 체제 아래에서 언론의 자유가 더욱 억압되었으며, 이 시기의 대표적인 사건으로는 동아일보 백지광고 사태가 있다. 1980년에는 전면적인 언론통폐합 조치가 단행되었고, 이에 따라 전국의 종합일간지는 6개사로, 경제지는 2개사로, 영자지는 1개사로, 그리고 지방지는 1도 1사 원칙에 따라 통합되었다. 이는 언론 생태계 전반에 걸쳐 구조적인 축소와 통제를 야기한 중대한 변화였다.
신문의 지면 수 역시 정부의 정책에 따라 제한을 받아왔다. 1962년 8월 단간제가 실시된 이후, 같은 해 10월에는 주 48면으로 규정되었으며, 이후 1964년 2월에는 40면, 6월에는 36면, 8월에는 32면으로 점차 축소되었다. 1965년 11월에는 다시 28면으로 조정되었으며, 1970년 3월에 이르러 다시 48면으로 증면되었다. 이러한 제한적 발행 체제는 1981년에 들어서야 주 72면 체제로 확대되면서 일정 부분 완화되었다.
이와 같은 변화는 당시 정부의 언론 통제 의지와 정치적 상황, 인쇄 자원의 통제 등이 복합적으로 작용한 결과이며, 한국 언론의 역사에서 권위주의 정권에 의한 언론 통제와 저항의 과정을 보여주는 중요한 사례로 평가된다.

### 6·29 선언 이후
1980년대 말, 오랫동안 언론 활동을 규제해 왔던 〈언론기본법〉이 폐지되면서 대한민국의 신문 산업은 새로운 국면을 맞이하였다. 언론통폐합으로 폐간되었던 일부 신문들이 복간되었고, 동시에 다수의 신규 신문이 창간되며 언론 환경은 급격한 변화를 겪었다.
과거 외부의 압력에 타성적으로 순응하던 언론은 정치적 민주화의 물결 속에서 본연의 감시 기능과 비판 기능을 회복하기 시작하였으며, 언론 스스로의 자정 노력 또한 뚜렷이 나타났다.
1987년 당시 문화공보부에 등록된 일간신문은 약 80개였으며, 중앙의 경제지·스포츠지·영자지를 포함한 조간 및 석간 신문의 발행 부수는 약 1,268만 부로 추산되었다. 같은 해 발표된 6·29 선언은 언론이 기존의 권위주의적 통제를 벗어나 자율경쟁의 시대로 진입했음을 시사하는 중요한 계기였다.
이 선언 이후 정치적 환경의 변화, 경제 성장, 그리고 서울올림픽 개최 등은 언론 통제의 점진적 해소를 촉진하였고, 금기시되었던 분야에 대한 보도도 점차 가능해졌다. 1987년 11월 〈언론기본법〉이 공식적으로 폐지되었으며, 이에 앞서 8월부터는 언론통폐합 당시 폐지되었던 주재기자 제도가 부분적으로 부활하였다. 9월부터는 6년 만에 신문 증면이 이루어졌고, 10월에는 기독교방송이 뉴스 방송을 재개하였다.
제6공화국 출범 전후로 신문과 잡지를 포함한 정기간행물의 수는 급격히 증가하였다. 자유화 및 자율화의 흐름 속에서 다양한 종류의 언론 매체가 등장하였다. 6·29 선언 이후 언론 정책의 변화는 1980년 언론통폐합 당시 폐간되었던 신문과 잡지의 복간은 물론, 신규 언론기관 설립을 촉진하였다. 서울에서는 《한겨레신문》(1988년 5월 15일), 《세계일보》(1989년 2월 10일), 《국민일보》(1988년 12월 10일) 등 종합일간지가 창간되었으며, 경제지를 비롯한 전문지와 지방지, 지역 단위의 소규모 신문들이 활발히 창간되었다. 이는 제6공화국 이후 언론 지형의 특징으로 평가된다.
전국적으로 1987년 6·29 선언 당시 32종이던 일간신문은 1992년 6월 말 기준 117종으로 증가하였으며, 그 중 일반 일간신문은 92개, 기타 일간은 25개로 나타났다. 주간지는 1987년 당시 201종에서 1,561종(유가지 1,092종 포함)으로 약 7배 증가하였으며, 월간지는 2,745종(유가지 1,518종), 격월간 641종(유가지 123종), 계간 938종(유가지 252종), 반년간 220종(유가지 52종), 연간 158종(유가지 113종)으로, 총 6,380종(유가지 3,271종)에 이르렀다. 이는 6·29 이전의 2,236종과 비교할 때 약 185% 증가한 4,144종의 증가를 의미한다.
언론기관 수의 급증에 따라 언론 종사자 수도 크게 증가하였다. 1980년대에는 언론 인구가 점진적으로 증가하는 추세였으나, 1988년 4월 1일 지면이 하루 12면에서 16면으로 확대된 이후, 1990년대에 들어서면서 신문 발행의 자유화가 본격화되자 언론 인구는 급격히 늘어났다. 이에 따라 휴일판 및 주말판 타블로이드 부록 발행 등 증면 체제가 일반화되었다.
신문은 하루 평균 16면에서 많게는 48면 이상까지 발행되고 있으나, 광고 지면의 비중이 증가하면서 종이 사용량 또한 급증하였다. 이에 따라 자원 낭비에 대한 우려의 목소리가 높아졌고, 일부 독자들은 신문 광고 삽입 자체를 거부하는 사례도 나타났다.
한편, 코로나19 팬데믹 시기에는 신문 지국에 도착하는 신문 중 약 60%만이 실제로 배달되고, 나머지 40%는 폐기되는 등의 비효율적인 낭비가 발생하였다. 이러한 상황 속에서 국내산 신문이 동남아시아 시장에서 인쇄용지 수출품으로 전환되는 사례도 보고되었다.
21세기 초반 초고속인터넷의 급속한 보급과 함께, 네이버, 다음, 네이트 등 포털 사이트를 통한 온라인 뉴스 소비가 증가함에 따라, 종이신문의 가구당 구독률과 열독률은 급격히 감소하는 추세를 보이고 있다.
2020년대 후반과 2030년대에 이르러 언론은 종이 기반의 전통적 미디어에서 점차 이탈하여, 디지털 전환을 중심으로 한 새로운 미디어 생태계를 구축하여, 단순한 형식의 변화가 아니라, 콘텐츠의 생산·유통·소비 전반에 걸친 구조적 혁신을 의미하며, 언론의 존재 방식과 사회적 역할에도 근본적인 전환을 가져오고 있다.

## 방송
일제강점기에 설립된 경성방송국은 1948년 대한민국 정부 수립과 함께 공보처 산하 국영방송으로 새롭게 발족하였다. 당시 모든 방송이 국영으로 운영되었으나, 1954년 12월 15일 기독교중앙방송국(현 기독교방송, CBS)의 개국으로 민간방송 시대가 열렸으며, 1959년 4월 15일 부산문화방송국의 창설과 함께 상업방송 시대가 개막되었다. 이후 1980년 말 언론통폐합 조치에 따라 국영방송과 상업방송으로 이원화되었던 방송 구조는 공영방송 체제로 전환되어 한국방송공사(KBS)와 문화방송(MBC)의 2대 방송망으로 재편되었다.
1988년 언론 부흥기를 맞아 평화방송(PBC), 불교방송(BBS), 교통방송(TBS), 교육방송(EBS), 서울방송(SBS), 사랑의 소리 방송 등이 개국하였다. 1996년부터 위성방송의 방영이 시작되면서 채널 수가 급격히 증가하였다. 남북 교류가 지속적으로 확대되던 시기에는 디지털 방송의 고화질 텔레비전 프로그램 제작을 위한 방송 차량을 북한에 기증하기도 하였다.
1995년 케이블 텔레비전 개막 이후 늘어난 채널 수와 다양한 콘텐츠는 한국 방송 시장에 큰 변화를 가져왔다. 케이블 방송은 기존 지상파 방송의 한계를 극복하고, 다양한 장르와 전문화된 프로그램을 제공함으로써 시청자 선택의 폭을 넓혔다. 이에 따라 드라마, 예능, 뉴스, 스포츠, 영화, 다큐멘터리 등 여러 분야에서 차별화된 콘텐츠가 활발히 제작되고 방송되었다.
전국 단위 지상파 방송으로는 국공영 방송인 한국방송공사(KBS)와 민영이지만 정부 지분(방송문화진흥위원회)이 약 70%에 이르는 준공영방송인 문화방송(MBC)이 있다. 지역 단위 지상파 민영 방송으로는 KBS 계열, MBC 계열, 그리고 서울 지역의 지역 민영방송인 SBS를 중심으로 한 SBS 네트워크 계열이 있으며, 이외에도 독자적인 지방 민영방송인 경인지역의 경인TV가 존재한다. 또한 한국교육방송공사법에 따라 설립된 공영방송인 한국교육방송공사(EBS)도 지상파 방송으로 운영되고 있다.
현재 대한민국의 방송 형태는 지상파 텔레비전 방송, FM 라디오 방송, AM 라디오 방송, 단파 라디오 방송, 케이블 방송, KT 계열 스카이라이프가 독점하는 디지털 위성방송, 지상파 DMB 방송 등으로 다양하다.
라디오 방송의 경우, FM 라디오 방송을 중심으로 KBS, MBC, SBS, EBS 등 지상파 방송사들이 주요 주파수를 점유하고 있으며, 기독교방송(CBS), 극동방송(FEBC), 불교방송(BBS), 평화방송(PBC), 원음방송(WBS) 등 종교 방송과 교통방송(TBS, TBN 한국교통방송), 국악방송, 국군방송 등 전문 방송사들도 있다. 일부 방송사는 인터넷 라디오 방송(AOD) 서비스도 제공하고 있다.
케이블 방송의 확장은 종합편성채널과 보도전문채널의 등장으로 이어져, 2011년부터 JTBC, MBN, 채널A, TV조선 등 4개의 종합편성채널이 개국하였다. 이들 채널은 기존 방송과 차별화된 뉴스와 시사 프로그램, 오락 콘텐츠를 선보이며 미디어 시장 내 경쟁을 심화시켰다.
케이블 방송의 성장과 더불어 디지털 위성방송, IPTV 등 새로운 플랫폼이 도입되면서 방송 환경은 더욱 다양해졌고, 시청자들은 더욱 맞춤화된 서비스를 경험할 수 있게 되었다. 이와 같은 변화는 방송 산업 전반의 발전과 함께 미디어 소비 패턴의 다변화를 촉진하는 계기가 되었다.

## 인터넷
대한민국은 미국에 이어 세계에서 두 번째로 인터넷이 연결된 나라이며, 세계 최고 속도의 인터넷 속도를 보유하고 있다.
높은 초고속 인터넷 보급률과 인터넷 이용률을 보이는 대한민국은 2000년 초중반 인터넷 신문을 표방한 오마이뉴스, 프레시안 등의 등장과 함께 인터넷 신문과 포털사이트를 중심으로 한 인터넷 언론 매체가 두각을 나타내고 있다. 이런 인터넷 언론 매체들은 인터넷 매체 특유의 신속성과 높은 접근성 등을 강점으로 대한민국 사회에서 여론 형성에 상당한 위력을 보이고 있다. 참고로 단순 뉴스 전달자에 불과했던 포털사이트가 하나의 언론세력으로 성장하는 변화를 보임에 따라, 대한민국 정부는 인터넷 신문사, 포털사이트를 언론 기관으로 보고 법적 규제를 마련했다.

## 같이 보기
- 한국 만화
- 웹툰
- 한국어 신문 목록
- 한국의 대중매체